# Denisa Ferenčíková

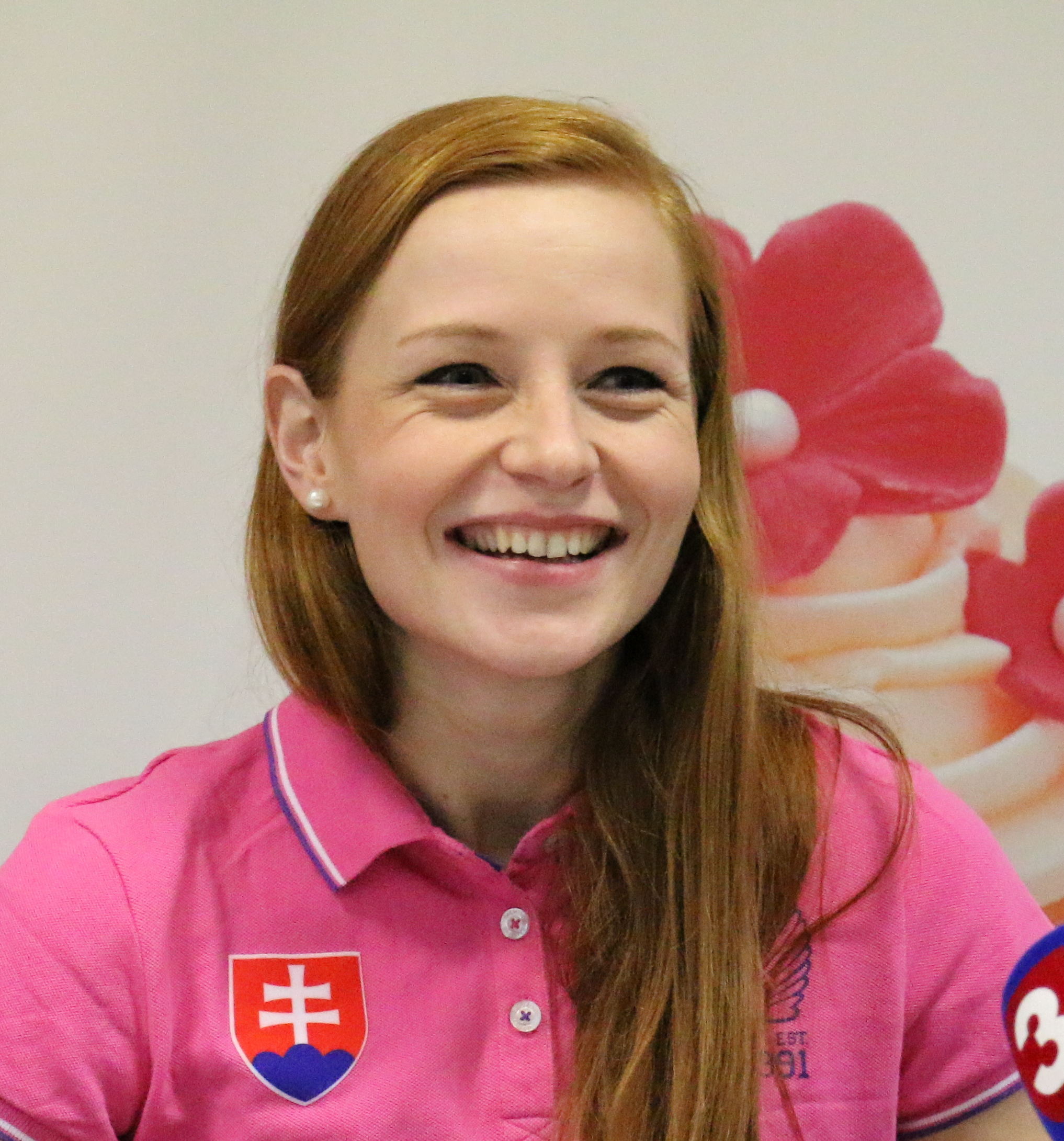
Denisa Ferenčíková (2013)

Denisa Ferenčíková (* 26. August 1991 in Tvrdošín, Tschechoslowakei) ist eine ehemalige slowakische Floorballspielerin.

## Karriere
Denisa Ferenčíková begann ihre Karriere im Floorball in ihrer Heimatstadt beim FBK Tvrdošín und wechselte 2010 nach Tschechien in die ČEZ Extraliga zum 1. SC Vítkovice. Für diesen Verein spielte sie bis zu ihren Karriereende 2023 und konnte in dieser Zeit sechs Mal tschechische Meisterin werden. Den letzten Meistertitel konnte sie als Kapitänin in der Spielzeit 2022/23 gewinnen. Während ihrer Karriere war sie aber nicht nur im Vereinsfloorball aktiv, sondern repräsentierte die Slowakei auch auf internationaler Bühne. Insgesamt absolvierte sie 101 Spiele, in welchen sie 72 Tore und 60 Vorlagen beisteuerte. Zwischen 2009 und 2021 nahm sie zudem insgesamt sechs Mal für die Slowakei an einer Floorball-Weltmeisterschaft teil.

## Auszeichnungen
Im Jahr 2022 wurde Denisa Ferenčíková gemeinsam mit Lukáš Řezanin in die slowakische Floorball Hall of Fame aufgenommen.